# Серет Правый
Серет Правый (укр. Серет Правий) — река в Тернопольском районе Тернопольской области и в Золочевском районе Львовской области Украины. Правый приток Серета (бассейн Днестра).
Берёт начало около села Нище на высоте около 400 метров. Впадает в Серет между сёлами Межигоры и Ратыщи.
Имеет несколько притоков, крупнейший из которых, река Вятына, впадает в Серет Правый на северной окраине села Песчаное.
На Серете Правом находятся населённые пункты Нище, Гарбузов, Манаев, Песчаное, Межигоры, Ратыщи.